# Danh sách vườn quốc gia và khu bảo tồn tại Iran
Dưới đây là danh sách các vườn quốc gia, khu bảo tồn thiên nhiên và khu bảo tồn động vật hoang dã của Iran.

## Vườn quốc gia
- Vườn quốc gia Bakhtegan
- Vườn quốc gia Bambo
- Vườn quốc gia Golestan
- Vườn quốc gia Sisangan
- Vườn quốc gia Kavir
- Vườn quốc gia Kharturan (đồng thời cũng là khu bảo tồn động vật hoang dã, khu dự trữ sinh quyển)
- Vườn quốc gia Khojir và Sorkhe Hesar
- Vườn quốc gia Hồ Urmia
- Vườn quốc gia Tandooreh

## Khu bảo tồn
- Khu bảo tồn Arasbaran
- Khu bảo tồn Arjan
- Khu bảo tồn Bafq
- Khu bảo tồn Trung Alborz
- Khu bảo tồn vùng ngập nước Hamoon
- Khu bảo tồn Hara
- Khu bảo tồn Gano
- Khu bảo tồn Lar
- Khu bảo tồn Miankaleh
- Khu bảo tồn Núi Oshtoran
- Khu bảo tồn Touran
- Công viên tự nhiên Nazhvan Suburban

## Khu bảo tồn động vật hoang dã
- Khu bảo tồn động vật hoang dã Dar-e Anjir
- Khu bảo tồn động vật hoang dã Miandasht
- Khu bảo tồn động vật hoang dã Naybandan